# Åke Stavenow
Åke Ludvig Stavenow, född den 9 maj 1898 i Göteborg, död den 13 juni 1971 i Stockholm, var en svensk konstvetare. Han var son till Ludvig Stavenow samt far till Margareta Cramér och Elisabet Stavenow-Hidemark.
Stavenow avlade filosofie kandidatexamen 1921 och filosofie licentiatexamen 1923. Han promoverades till filosofie doktor 1927. Stavenow blev amanuens vid Nationalmuseum 1924 och var tillförordnad intendent där och föreståndare för avdelningen för konsthantverk 1928–1934. Han var intendent vid Skoklosters samlingar 1934–1938, verkställande direktör vid Svenska slöjdföreningen och redaktör för tidskriften Form 1935–1946 samt rektor för Konstfackskolan 1946–1964. Han var ledamot av Svenska slöjdföreningens styrelse från 1931, ordförande i Svensk hemslöjd från 1964 samt hedersledamot i Svenska slöjdföreningen och Teckningslärarnas riksförbund. Stavenow var verksam vid ett flertal utställningar både i Sverige och internationellt. Han blev riddare av Vasaorden 1931 och av Nordstjärneorden 1937 samt kommendör av sistnämnda orden 1961. Stavenow vilar i sin familjegrav på Uppsala gamla kyrkogård.